# Laos (groupe)
Pour les articles homonymes, voir Laos (homonymie).
Laos est un groupe allemand de hard rock. Il ne compte qu'un seul et unique album studio, We Want It, publié en 1990, et réédité en 2005 avec trois titres bonus.

## Historique
Laos est formé en 1990 par la chanteuse Gudrun Laos, qui attribue son nom au groupe. À cette période, Laos est connue comme ancien membre du groupe britannique She. Elle est ensuite rejoint par les guitaristes Frank Fricke (cofondateur du groupe et membre de Living Death) et Ralf Hansmeyer, le bassiste Thomas Röben, le batteur Jörg Michael (ex-Avenger, Rage et Mekong Delta) et le claviériste Wolfgang Schindler.
La même année, le groupe publie son seul et unique album studio intitulé We Want It, publie par le label Teldec. L'album original compte un total de onze chansons, toutes écrits par Laos, Jeffery, Hansmeyer et Schindler. L'album est réédité en 2005 par MTM Classix et SPV, avec trois titres bonus. Il est bien accueilli dans son ensemble par la presse spécialisée,,. Malgré l'accueil favorable, le groupe se sépare très peu de temps après la publication de l'album. Lors d'un entretien en 2010, Gudrun Laos explique que « malheureusement, le groupe était condamné dès le départ - il y avait trop d'enjeux politiques et émotionnels. »

## Discographie

### Album studio
- 1990 : We Want It (réédité en 2005)

### EP
- 1993 : More Than a Feeling
- 1993 : Come Tomorrow